# Fulgoraria kaoae
Fulgoraria kaoae is een slakkensoort uit de familie van de Volutidae. De wetenschappelijke naam van de soort werd in 2008 gepubliceerd door Bail.